# رنه وینیال
رنه وینیال (فرانسوی: René Vignal‎; ۱۲ اوت ۱۹۲۶ – ۲۱ نوامبر ۲۰۱۶) بازیکن فوتبال اهل فرانسه بود.
از باشگاه‌هایی که در آن بازی کرده‌است می‌توان به باشگاه فوتبال تولوز اشاره کرد.
وی همچنین در تیم ملی فوتبال فرانسه بازی کرده‌است.